# Nederlandse kampioenschappen atletiek 1967

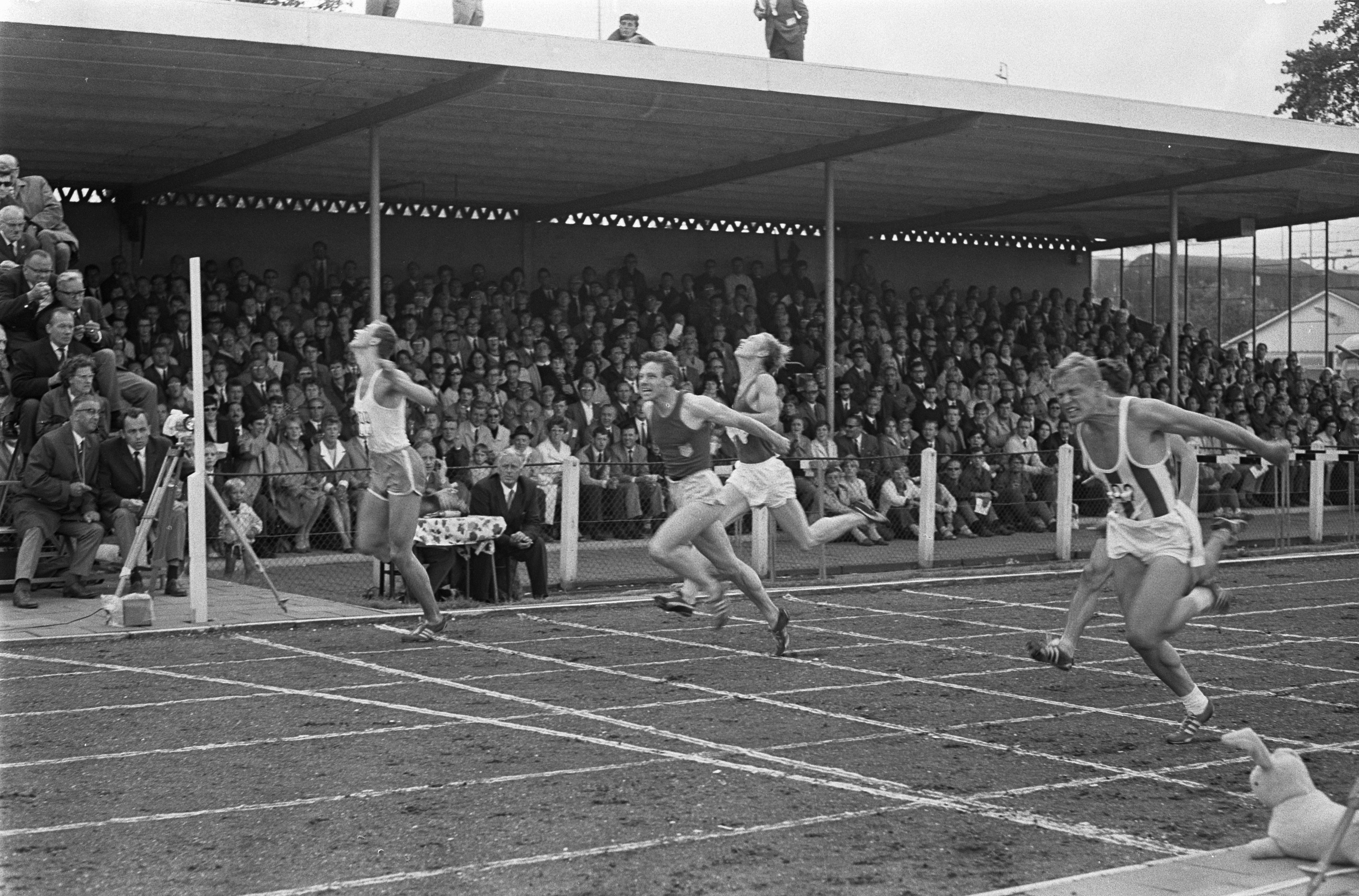
De 100m, gewonnen door Ad de Jong (links)

In 1967 werden de Nederlandse kampioenschappen atletiek gehouden op 12 en 13 augustus op de Nenijto-sintelbaan aan de Bentincklaan in Rotterdam. De organisatie lag in handen van het district Zuid-Holland van de KNAU. De weersomstandigheden waren goed.
De Nederlandse atletiekkampioenschappen op de 3000 m steeple en de 1500 m vrouwen werden op 14 en 15 oktober gehouden in Den Haag op de sintelbaan aan de Laan van Poot onder slechte weersomstandigheden.
Het Nederlands kampioenschap vijfkamp (dames) en tienkamp (heren) vond op 30 september en 1 oktober plaats in Vlaardingen.

## Uitslagen

### 100 m
| rang   | atleet        | prestatie |
| ------ | ------------- | --------- |
| Goud   | Ad de Jong    | 10,4 s    |
| Zilver | Wim Blom      | 10,4 s    |
| Brons  | Piet Tamminga | 10,5 s    |

| rang   | atlete             | prestatie |
| ------ | ------------------ | --------- |
| Goud   | Wilma van den Berg | 11,2 s    |
| Zilver | Truus Hennipman    | 11,4 s    |
| Brons  | Corrie Bakker      | 11,5 s    |

### 200 m
| rang   | atleet          | prestatie |
| ------ | --------------- | --------- |
| Goud   | Wim Blom        | 21,1 s    |
| Zilver | Haverbeek       | 21,5 s    |
| Brons  | Fred van Herpen | 21,6 s    |

| rang   | atlete             | prestatie |
| ------ | ------------------ | --------- |
| Goud   | Wilma van den Berg | 23,6 s    |
| Zilver | Truus Hennipman    | 23,7 s    |
| Brons  | Corrie Bakker      | 24,3 s    |

### 400 m
| rang   | atleet              | prestatie |
| ------ | ------------------- | --------- |
| Goud   | Rijn van den Heuvel | 46,9 s    |
| Zilver | Fred van Herpen     | 47,2 s    |
| Brons  | Rudo Lievense       | 47,9 s    |

| rang   | atlete        | prestatie |
| ------ | ------------- | --------- |
| Goud   | Ciska Janssen | 55,8 s    |
| Zilver | Mieke Sterk   | 55,8 s    |
| Brons  | Stans Brehm   | 56,1 s    |

### 800 m
| rang   | atleet         | prestatie |
| ------ | -------------- | --------- |
| Goud   | Ton Blok       | 1.55,8    |
| Zilver | Bram Wassenaar | 1.55,2    |
| Brons  | Henny Smit     | 1.55,8    |

| rang   | atlete              | prestatie |
| ------ | ------------------- | --------- |
| Goud   | Mia Gommers         | 2.07,5    |
| Zilver | Tineke van Wonderen | 2.08,0    |
| Brons  | Ans Lenferink       | 2.11,3    |

### 1500 m
| rang   | atleet           | prestatie |
| ------ | ---------------- | --------- |
| Goud   | Henk Snepvangers | 3.53,2    |
| Zilver | Willem Huizinga  | 3.53,4    |
| Brons  | Kees van Loon    | 3.54,4    |

| rang   | atlete          | prestatie |
| ------ | --------------- | --------- |
| Goud   | Mia Gommers     | 4.31,0    |
| Zilver | Anneloes Bosman | 4.51,7    |
| Brons  | Betty Koekkoek  | 4.54,1    |

### 5000 m
| rang   | atleet          | prestatie |
| ------ | --------------- | --------- |
| Goud   | No Op den Oordt | 14.31,4   |
| Zilver | Piet Beelen     | 14.33,4   |
| Brons  | Aad Steylen     | 14.35,8   |

### 10.000 m
| rang   | atleet          | prestatie |
| ------ | --------------- | --------- |
| Goud   | Piet Beelen     | 29.54,4   |
| Zilver | Aad Steylen     | 30.13,8   |
| Brons  | Willy Kortenray | 30.49,8   |

### 110 m horden/80 m horden
| rang   | atleet           | prestatie |
| ------ | ---------------- | --------- |
| Goud   | Rob Miltenburg   | 14,8 s    |
| Zilver | Aad Bos          | 15,0 s    |
| Brons  | Ed de Noorlander | 15,0 s    |

| rang   | atlete          | prestatie |
| ------ | --------------- | --------- |
| Goud   | Mieke Sterk     | 10,9 s    |
| Zilver | Ria van Slooten | 11,2 s    |
| Brons  | Marga de Jonge  | 11,4 s    |

### 400 m horden
| rang   | atleet                | prestatie |
| ------ | --------------------- | --------- |
| Goud   | Pim van Beek          | 55,9 s    |
| Zilver | Alex van de Bovenkamp | 56,0 s    |
| Brons  | Henk Wormmeester      | 56,4 s    |

### 3000 m steeple
| rang   | atleet            | prestatie |
| ------ | ----------------- | --------- |
| Goud   | Wil Willems       | 9.26,4    |
| Zilver | Hans van Kasteren | 9.45,2    |
| Brons  | H. Gerlach        | 9.56,2    |

### Verspringen
| rang   | atleet             | prestatie |
| ------ | ------------------ | --------- |
| Goud   | Ad de Jong         | 7,25 m    |
| Zilver | J. Verhees         | 7,20 m    |
| Brons  | Richard Langemeyer | 7,09 m    |

| rang   | atlete             | prestatie |
| ------ | ------------------ | --------- |
| Goud   | Corrie Bakker      | 6,47 m    |
| Zilver | Marga Mombers      | 5,83 m    |
| Brons  | Jopie Stoutjesdijk | 5,83 m    |

### Hink-stap-springen
| rang   | atleet         | prestatie |
| ------ | -------------- | --------- |
| Goud   | Reiner Krediet | 14,59 m   |
| Zilver | Kees de Kort   | 14,46 m   |
| Brons  | Henk Evers     | 14,43 m   |

### Hoogspringen
| rang   | atleet         | prestatie |
| ------ | -------------- | --------- |
| Goud   | Ben Lesterhuis | 1,98 m    |
| Zilver | Klaas Kanis    | 1,93 m    |
| Brons  | Jan Borsje     | 1,90 m    |

| rang   | atlete                  | prestatie |
| ------ | ----------------------- | --------- |
| Goud   | Marjan Ackermans-Thomas | 1,67 m    |
| Zilver | Mary van der Raadt      | 1,61 m    |
| Brons  | Catrien Kruk            | 1,61 m    |

### Polsstokhoogspringen
| rang   | atleet         | prestatie |
| ------ | -------------- | --------- |
| Goud   | Servee Wijsen  | 4,20 m    |
| Zilver | Bert Krijnen   | 4,20 m    |
| Brons  | Cees de Winter | 4,10 m    |

### Kogelstoten
| rang   | atleet            | prestatie |
| ------ | ----------------- | --------- |
| Goud   | Piet van der Kruk | 16,65 m   |
| Zilver | Cees van Wees     | 15,83 m   |
| Brons  | Henk van Aarst    | 14,89 m   |

| rang   | atlete                | prestatie |
| ------ | --------------------- | --------- |
| Goud   | Els van Noorduyn      | 14,58 m   |
| Zilver | Corrie van Wissenburg | 13,14 m   |
| Brons  | Mieke van Rangelrooy  | 13,10 m   |

### Discuswerpen
| rang   | atleet            | prestatie |
| ------ | ----------------- | --------- |
| Goud   | Eef Kamerbeek     | 49,80 m   |
| Zilver | Herman Timme      | 46,16 m   |
| Brons  | Piet van der Kruk | 45,00 m   |

| rang   | atlete             | prestatie |
| ------ | ------------------ | --------- |
| Goud   | Anneke de Bruin    | 45,96 m   |
| Zilver | Jet van de Giessen | 44,94 m   |
| Brons  | Bep Tossain        | 41,48 m   |

### Speerwerpen
| rang   | atleet       | prestatie |
| ------ | ------------ | --------- |
| Goud   | Jan van Heek | 66,64 m   |
| Zilver | Piet Olofsen | 62,00 m   |
| Brons  | Fred de Geus | 61,90 m   |

| rang   | atlete           | prestatie |
| ------ | ---------------- | --------- |
| Goud   | Greet Versterre  | 45,00 m   |
| Zilver | Hennie de Bruin  | 43,12 m   |
| Brons  | Els van Noorduyn | 39,88 m   |

### Kogelslingeren
| rang   | atleet         | prestatie |
| ------ | -------------- | --------- |
| Goud   | Wim Schoemaker | 48,84 m   |
| Zilver | Eef Kamerbeek  | 48,38 m   |
| Brons  | Jan Kamerbeek  | 47,86 m   |

### Tienkamp/Vijfkamp
| rang   | atleet       | prestatie |
| ------ | ------------ | --------- |
| Goud   | Freek Stam   | 6810 p    |
| Zilver | Jan de Vries | 6756 p    |
| Brons  | Bert Krijnen | 6427 p    |

| rang   | atlete             | prestatie |
| ------ | ------------------ | --------- |
| Goud   | Hilly Gankema      | 4519 p    |
| Zilver | Ciska Janssen      | 4427 p    |
| Brons  | Mary van der Raadt | 4236 p    |

1904 · 
1908 · 
1909 · 
1910 · 
1911 · 
1912 · 
1913 · 
1914 · 
1915 · 
1917 · 
1918 · 
1919 · 
1920 · 
1921 · 
1922 · 
1923 · 
1924 · 
1925 · 
1926 · 
1927 · 
1928 · 
1929 · 
1930 · 
1931 · 
1932 · 
1933 · 
1934 · 
1935 · 
1936 · 
1937 · 
1938 · 
1939 · 
1940 · 
1941 · 
1942 · 
1943 · 
1944 · 
1946 · 
1947 · 
1948 · 
1949 · 
1950 · 
1951 · 
1952 · 
1953 · 
1954 · 
1955 · 
1956 · 
1957 · 
1958 · 
1959 · 
1960 · 
1961 · 
1962 · 
1963 · 
1964 · 
1965 · 
1966 · 
1967 · 
1968 · 
1969 · 
1970 · 
1971 · 
1972 · 
1973 · 
1974 · 
1975 · 
1976 · 
1977 · 
1978 · 
1979 · 
1980 · 
1981 · 
1982 · 
1983 · 
1984 · 
1985 · 
1986 · 
1987 · 
1988 · 
1989 · 
1990 · 
1991 · 
1992 · 
1993 · 
1994 · 
1995 · 
1996 · 
1997 · 
1998 · 
1999 · 
2000 · 
2001 · 
2002 · 
2003 · 
2004 · 
2005 · 
2006 · 
2007 · 
2008 · 
2009 · 
2010 · 
2011 · 
2012 · 
2013 · 
2014 · 
2015 · 
2016 ·
2017 ·
2018 ·
2019 ·
2020 ·
2021 ·
2022 ·
2023 ·
2024 ·
2025